# Bratislava slott

Bratislava slott (slovakiska: Bratislavský hrad (fil), tyska: Pressburger Schloss, ungerska: Pozsonyi Vár} är ett slott i Slovakiens huvudstad Bratislava.